# Kinematografia
Kinematografia ist das Debüt-Studioalbum des polnischen Hip-Hop-Trios Paktofonika, das am 18. Dezember 2000 bei Gigant Records veröffentlicht wurde. Das Material für das Projekt wurde über zwei Jahre von 1998 bis 2000 gesammelt. Das Album wurde mit der Single Ja to ja beworben, die am 1. November 2000 veröffentlicht wurde.
Das Album erreichte Platz 2 der polnischen OLiS-Charts, fast 12 Jahre nach seiner ursprünglichen Veröffentlichung. Kinematografia erhielt den Fryderyk-Preis in der Kategorie „Bestes Hip-Hop-Album“. T-Mobile Music platzierte den Titel Chwile ulotne auf der Liste der „120 wichtigsten polnischen Hip-Hop-Songs“.
8 Tage nach der Veröffentlichung des Albums beging Magic (Rapper) Selbstmord, indem er aus dem Fenster seiner Wohnung im neunten Stock des Gebäudes in Kattowitz sprang. Sein Tod wurde in den Medien und in der Hip-Hop-Community ausführlich kommentiert. Bis 2012 wurden in Polen 65.000 Exemplare des Albums verkauft.

## Titelliste
| #  | Titel                                                                      | Produzent    | Länge |
| -- | -------------------------------------------------------------------------- | ------------ | ----- |
| 1  | Fokus – „Na mocy paktu“                                                    | Rahim        | 1:00  |
| 2  | Fokus, Magik, Rahim – „Priorytety“                                         | Magik, Fokus | 5:14  |
| 3  | Fokus, Magik, Rahim – „Gdyby…“                                             | Magik        | 3:21  |
| 4  | Gutek)                                                                     | Jajonasz     | 4:58  |
| 5  | Fokus – „Powierzchnie tnące“                                               | 3:35         |       |
| 6  | Fokus, Magik, Rahim – „ToNieMy“                                            | Magik        | 3:46  |
| 7  | Fokus, Magik, Rahim – „Popatrz (uliczny reportaż z dworca)“                | —            | 2:16  |
| 8  | Fokus, Magik, Rahim – „Chwile ulotne“                                      | Fokus        | 4:36  |
| 9  | Magik – „WC [Sot]“                                                         | Rahim        | 0:49  |
| 10 | Magik – „Nowiny“                                                           | Beny         | 3:44  |
| 11 | Fokus, Magik, Rahim – „Nie ma mnie dla nikogo“                             | Fokus        | 6:00  |
| 12 | Fokus, Magik, Rahim – „Jestem Bogiem“                                      | Kipper       | 3:21  |
| 13 | Fokus, Magik, Rahim – „Lepiej być nie może“                                | Fokus        | 4:58  |
| 14 | Fokus, Magik, Rahim – „Rób co chcesz“                                      | Beny         | 5:47  |
| 15 | Rahim – „W moich kręgach“                                                  | Rahim        | 4:00  |
| 16 | Fokus, Magik, Rahim – „2 kilo“ (gościnnie: OnAnOn, Laki, Dike, Lelo, Kams) | Paul D.      | 13:03 |

## Rezeption

### Kritiken
Nach seiner Veröffentlichung erhielt Kinematografia von den meisten Musikkritikern positive Kritiken. Borys Dejnarowicz von Porcys, einem unabhängigen polnischen Musikportal, bewertete das Album mit 7,5 von 10 Punkten und schrieb: „Kinematografia ist ein dunkles, poetisches, impressionistisches und surrealistisches Album.“ Er fügte hinzu: „Der polnische Hip-Hop hat dank Magik, Fokus und Rahim endlich ein durch und durch künstlerisches Album.“
Kinematografia wurde sowohl von Musikkritikern als auch von Hip-Hop-Fans als eines der kultigsten polnischen Hip-Hop-Alben bezeichnet.  2012 setzte ein Journalist der Gazeta Wyborcza das Album auf eine Liste der „10 wichtigsten Alben des polnischen Hip-Hop“ und nannte es ein „legendäres Album“. 2014 kündigte das größere polnische Webportal Onet.pl eine Internetumfrage zum besten Album der 25 Jahre Unabhängigkeit Polens an. Sie wurde anlässlich des 25. Jahrestags der ersten polnischen Parlamentswahlen durchgeführt und von den fast 30.000 Stimmen erhielt Kinematografia 3.320 Stimmen (12,6 % aller Stimmen) und landete auf Platz 1.
2012 platzierte T-Mobile Music anlässlich des 20. Jahrestags des polnischen Hip-Hop Chwile ulotne auf der Liste der „120 wichtigsten polnischen Hip-Hop-Songs“ und Piotr Zdziarstek von Popkiller, einem der größten Hip-Hop-Portale Polens, bezeichnete den Song Jestem Bogiem als „echte Hymne, die jeder kennen sollte“.